# Los pistoleros de Paso Bravo
Los pistoleros de Paso Bravo es una película hispano-italiana del año 1967 dirigida por Salvatore Rosso, y enmarcada dentro del subgénero del spaghetti western.

## Argumento
Después de pasar unos largos años en presidio, Gary regresa a Paso Bravo, el lugar donde hace algunos años, un grupo de matones incendiaron y arrasaron el rancho de su esposa... Gary comenzará una venganza en la que intentará no dejar títere con cabeza.
- Datos: Q9024331